# Армяне в Узбекистане

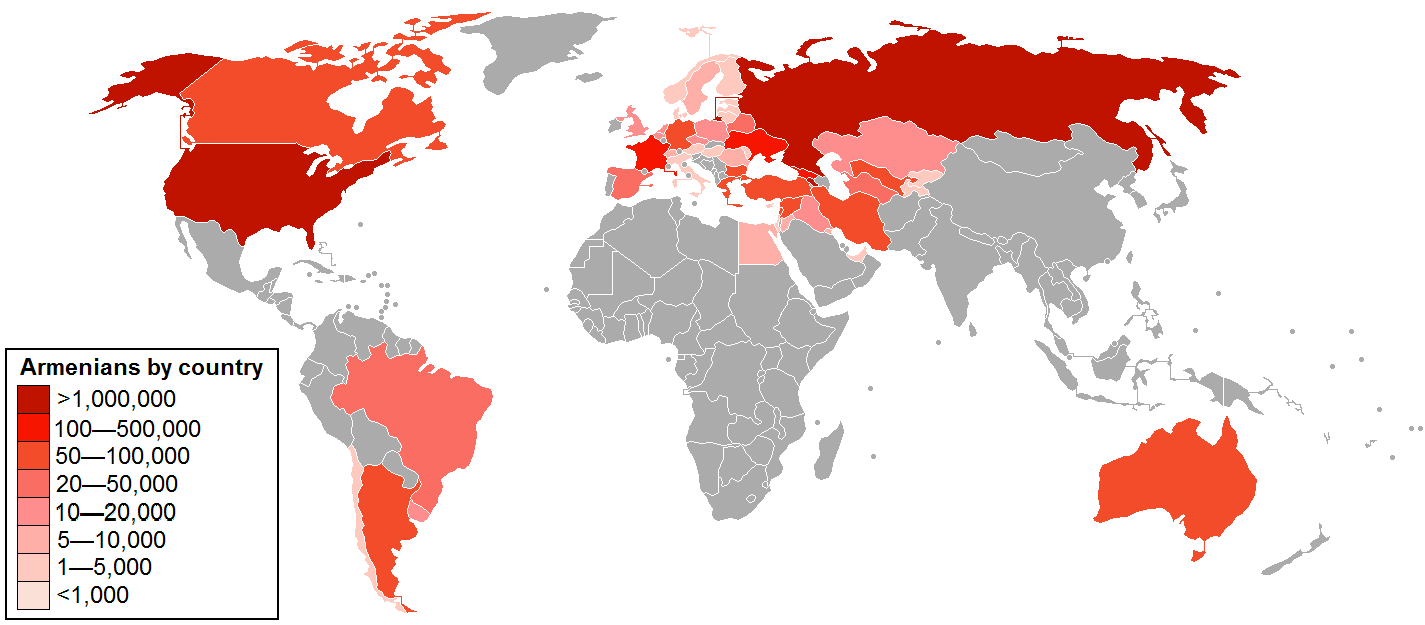
Карта расселения армян в мире

Армяне в Узбекистане (узб. O'zbekistonlik armanlar, арм. Հայերն Ուզբեկստանում) — одно из этнических меньшинств, проживающее в Узбекистане.
По данным 2009 года общая численность армян в Узбекистане составляет около 70 тысяч человек (50 тысяч из которых граждане Узбекистана). В основном проживают в Самарканде, Ташкенте, Бухаре и других крупных городах Узбекистана.
В Узбекистане функционирует ряд общественных объединений армянской диаспоры. Деятельность этих организаций, в основном, направлена на разного характера помощь представителям армянской диаспоры (в том числе юридическую и моральную), сосредоточена вокруг изучения и распространения армянской культуры и языка.
В 1989 году в Ташкенте появился первый в республике армянский культурный центр. Созданные позже армянские центры, в их числе в Самарканде и Андижане, в 2001 году объединились с ним в Армянский национальный культурный центр Узбекистана.
С 2006 года выходит журнал узбекистанских армян «Депи Апага» — «К будущему».
Сред известных армян Узбекистана можно выделить — народную артистку Тамары Ханум (Петросян) (1906—1991), музыкального деятеля Ашота Петросянца (1910—1978), народных художников Узбекистана Варшама Еремяна (1897—1963), Оганеса Татевосяна (1889—1974), Николая Карахана (1900—1970), руководителей крупных производств Узбекистана, в числе которых Александр Мелкумов.
В Самарканде родился Эль-Региста́н - Габриэ́ль Арша́кович Урекля́н советский журналист, писатель, фронтовой корреспондент. Соавтор (совместно с Сергеем Михалковым) слов Государственного гимна СССР.
Армида Назарян, руководитель исторического театра «Эл мероси» в Самарканде и основной гид правительственных делегаций, посещающих Самарканд
Второй по распространённости христианской религией в Самарканде является Армянская апостольская церковь, которая распространена среди армян города. Имеется армянская церковь Сурб Аствацацин.

## Численность
| Год  | Численность армян в Узбекистане |
| ---- | ------------------------------- |
| 1926 | 14976                           |
| 1979 | 42374                           |
| 1989 | 50537                           |
| 2000 | 42359                           |